# Премія «Люм'єр» (9-та церемонія)
9-ма церемонія вручення Премії Люм'єр французької Академії Люм'єр відбулася 17 лютого 2004 у Парижі. Церемонія проходила під головуванням Патріса Шеро. Фільм Тріо з Бельвіля став переможцем у номінації «Найкращий фільм» .

## Переможці
| Нагорода                     | Переможець                                                 |
| ---------------------------- | ---------------------------------------------------------- |
| Найкращий фільм              | Тріо з Бельвіля                                            |
| Найкращий режисер            | Ален Рене — Тільки не в губи                               |
| Найкращий актор              | Бруно Тодескіні — Його брат                                |
| Найкраща акторка             | Сільві Тестю — Страх і трепет                              |
| Найкращий сценарій           | Джулі Бертучеллі, Бернард Ренуччі — Відколи поїхав Отар... |
| Найперспективніший актор     | Грегорі Деранже — Бон вояж!                                |
| Найперспективніша акторка    | Саша Андрес — Вона наша                                    |
| Найкращий франкомовний фільм | Навали варварів                                            |